# Galliumhalogeniden
Galliumhalogeniden zijn verbindingen van het element gallium met een van de halogenen fluor, chloor, broom of jood. Zoals verwacht mag worden van een element dat in dezelfde groep van het periodiek systeem staat als aluminium is het voornaamste oxidatiegetal voor gallium 3+, en vinden we dus trihalogeniden voor gallium. Daarnaast heeft gallium, net als andere elementen in de hogere perioden van de hoofdgroepelementen een valentie die twee lager is, dus 1+, wat resulteert in de galliummonohalogeniden.
De halogenidezouten van gallium kunnen in drie groepen verdeeld worden: de monohalogeniden, waarin gallium oxidatiegetal 1+ heeft, de trihalogeniden, waarin gallium oxidatiegetal 3+ heeft, en een groep waarin het oxidatiegetal van gallium "ergens" tussen de 1+ en de 3+ lijkt te liggen.

## Gallium(I)halogeniden
Geen van de monohalogeniden is stabiel bij kamertemperatuur. Het eerder beschreven {\displaystyle {\ce {GaBr}}}, en ook {\displaystyle {\ce {GaI}}}, verkregen door het samensmelten van metallisch gallium met het overeenkomstige trihalogenide, bleken mengsels te zijn van metallisch gallium en respectievelijk {\displaystyle {\ce {Ga2Br3}}} en {\displaystyle {\ce {Ga2I3}}}.

### GaCl en GaBr
{\displaystyle {\ce {GaCl}}} en {\displaystyle {\ce {GaBr}}} zijn als gasvormige verbinding verkregen via de reactie van {\displaystyle {\ce {HX}}} met gesmolten gallium in een speciale reactor. Ze zijn geïsoleerd door het hete gas direct te koelen tot 77 K, de temperatuur van vloeibare stikstof. {\displaystyle {\ce {GaCl}}} wordt beschreven als een rode vaste stof die boven 0 °C disproportioneert. De op deze wijze verkregen {\displaystyle {\ce {GaCl}}} en {\displaystyle {\ce {GaBr}}} kunnen beide in geschikte oplossingen gestabiliseerd worden. De op deze wijze verkregen metastabiele oplossingen zijn als uitgangspunt gebruikt voor de synthese van een groot aantal gallium-clusterverbindingen.
{\displaystyle {\ce {GaCl}}} wordt als niet geïsoleerd intermediair gebruikt in de synthese van gallium(III)nitride: het ontstaat in de eerste procesgang als {\displaystyle {\ce {HCl}}} over vloeibaar gallium geleid wordt. Vervolgens wordt {\displaystyle {\ce {NH3}}}-gas doorgeleid.

### GaI
Gallium(I)jodide, {\displaystyle {\ce {GaI}}} is verkregen als een reactief, groen poeder en wordt aangeprezen als een op vele manieren toepasbaar universeel reagens voor de synthetisch chemicus. De structuur van het reagens, dat ontstaat door metallisch gallium met jood in een tolueen-oplossing onder invloed van ultrasoon geluid te laten reageren, is in 2012 met behulp van 69/71Ga vaste stof-kernspinresonantie onderzocht, waarbij is vastgesteld dat de structuur het best beschreven wordt met de formule {\displaystyle {\ce {[Ga^{0}]2[Ga^{I}][Ga^{III}I4]}}}.

## Gallium(III)halogeniden
Alle vier de trihalogeniden van gallium zijn bekend. Gallium heeft in allemaal het oxidatiegetal 3+. De formele namen van deze verbindingen zijn: gallium(III)fluoride, gallium(III)chloride, gallium(III)bromide en gallium(III)jodide.

### Gallium(III)fluoride
{\displaystyle {\ce {GaF3}}} is een witte vaste stof die sublimeert voordat de stof smelt. Aangenomen wordt dat het smeltpunt boven 1000 °C. ligt. In het kristalrooster komen 6-gecoördineerde gallium-atomen voorin een driedimensionaal netwerk van {\displaystyle {\ce {GaF6}}}, gerangschikt in een octahedronstructuur met gedeelde hoekpunten.

### Gallium(III)chloride, Gallium(III)bromide en gallium(III)jodide
Deze drie zouten hebben allen een lager smeltpunt dan {\displaystyle {\ce {GaF3}}}, respectievelijk 78 °C, 122 °C, en 212 °C als gevolg van het feit dat de structuur van deze verbindingen gebaseerd is op 4-gecoördineerd gallium in dimeren met twee bruggende halogeen-atomen. Het zijn allemaal lewiszuren die dan ook vier liganden hebben. Gallium(III)chloride wordt het meest gebruikt in synthetisch werk.

## Galliumhalogeniden met gemengde valenties
Van deze galliumhalogeniden zijn zowel chloriden, bromiden als jodiden beschreven. Ze bevatten allemaal gallium in de oxidatietoestanden 1+ en 3+.

### Ga3Cl7
In dit zout komt het ion {\displaystyle {\ce {Ga2Cl7^{-}}}} voor, dat een structuur heeft die vergelijkbaar is met het dichromaat-ion, {\displaystyle {\ce {Cr2O7^{2-}}}}: twee tetraëdrisch gecoördineerde galliumatomen, één chlooratoom vormt de brug tussen de twee delen van het ion. De stof kan het best beschreven worden als gallium(I)heptachlorodigallaat(III): {\displaystyle {\ce {Ga^{I}[Ga^{III}2Cl7]}}}.
|                                                |                                                                 |                                                       |
| Eenheidscel van {\displaystyle {\ce {Ga3Cl7}}} | Deel van de kristalstructuur van {\displaystyle {\ce {Ga3Cl7}}} | Sructuur van {\displaystyle {\ce {Ga^{III}2Cl7^{-}}}} |

### GaCl2, GaBr2en GaI2
Dit zijn de meest bekende en best bestudeerde galliumhalogeniden met gemengde valenties. Ze bevatten gallium met oxidatiegetallen +1 en +3 en worden het best weergegeven met de formule {\displaystyle {\ce {Ga^{I}[Ga^{III}X4]\ (X\ =\ Cl,\ Br,\ I)}}}. De stoffen zijn niet stabiel tegenover water: zij disproportioneren naar metallisch gallium en stoffen met driewaardig gallium. In aromatische oplosmiddelen zijn ze oplosbaar, waarbij isoleerbare arene-complexen gevormd worden. De aromaat vertoont daarin een η6-coördinatie met het gallium(I)-ion. Met sommige liganden (dioxaan worden neutrale conplexen gevormd. Deze complexen bieden syntheseroutes naar ketenverbindingen van gallium-atomen en gallum-clusters.

### Ga2Br3en Ga2I3
Net als bij de {\displaystyle {\ce {GaX2}}}-verbindingen is de formule zoals die in de kop van deze paragraaf vermeld staat de eenvoudigste verhoudingsformule voor deze stoffen. Ze worden beter beschreven met {\displaystyle {\ce {Ga^{I}2[Ga^{II}2Br6]}}} en {\displaystyle {\ce {Ga^{I}2[Ga^{II}2I6]}}}. Beide anionen bevatten een Ga-Ga-binding, waardoor het formele oxidatiegetal +2 ontstaat. Het ion {\displaystyle {\ce {[Ga^{II}2Br6^{2-}]}}} is, net als het ion {\displaystyle {\ce {[In^{II}2Br6^{2-}]}}} vergelijkbaar met de geëclipseerde vorm van ethaan, terwijl het jodide-anion isostructureel is met {\displaystyle {\ce {Si2Cl6}}} en staggered ethaan.

## Anioncomplexen
Zouten met de anionen {\displaystyle {\ce {GaCl^{-}}}}, {\displaystyle {\ce {GaBr^{-}}}} of {\displaystyle {\ce {GaI^{-}}}}, zijn bekend. Met fluoride zijn, in tegenstelling tot de situatie bij indium (het element van de aluminiumgroep in de volgende periode) alleen 6 gecoördineerde complexen bekend. De reden hiervoor is de kleinere straal van het gallium-ion (Ga(III): 62 pm,In(III): 80 pm. Omgekeerd is de kleinere straal van het fluoride-ion verantwoordelijk voor de mogelijkheid 6 liganden rond gallium te kunnen plaatsen, terwijl de grotere ionen van chloor, broom en jood slechts coördinatie mogelijk maken.
Zouten met {\displaystyle {\ce {[Ga^{II}2Cl6^{2-}]}}} zijn ook beschreven.